# 우나 (브라질)

우나의 위치

우나(포르투갈어: Una)는 브라질 바이아주의 도시로 면적은 1,159.525km2, 높이는 40m, 인구는 24,650명(2009년 기준), 인구 밀도는 31.7명/km2이다.